# St. Johannis (Hintersee)

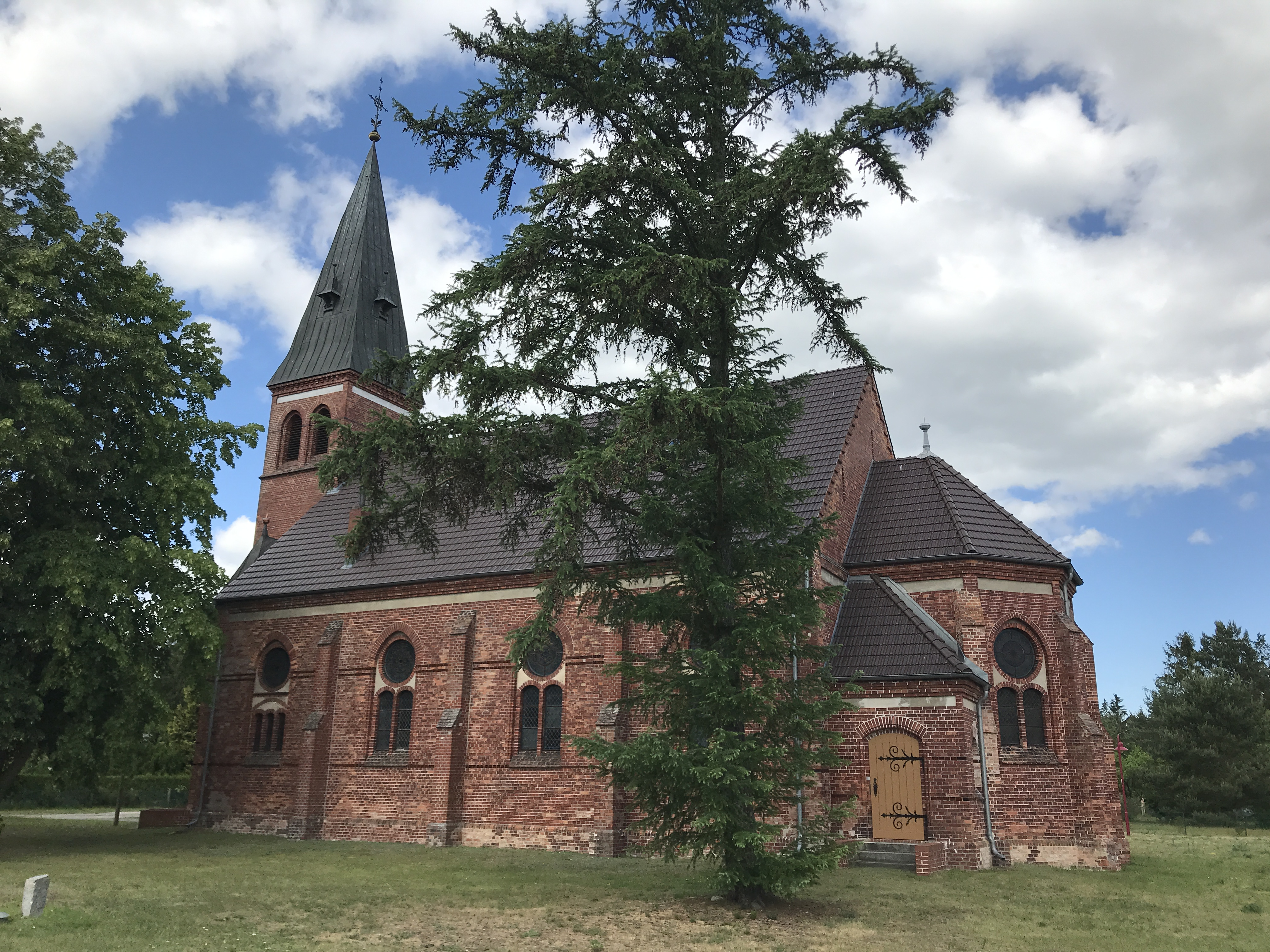
St. Johannis

St. Johannis ist eine evangelische Saalkirche in Hintersee, einer Gemeinde im Landkreis Vorpommern-Greifswald in Mecklenburg-Vorpommern. Die Kirchengemeinde gehört zum Pfarramt Ahlbeck (Sandbad) der Propstei Pasewalk im Pommerschen Evangelischen Kirchenkreis der Evangelisch-Lutherischen Kirche in Norddeutschland.

## Lage
Die Landstraße 28 führt als Dorfstraße von Osten kommend in den Ort. Dort zweigt sie, ebenfalls als Dorfstraße, sowohl in nördlicher als auch in südlicher Richtung ab. Die Kirche steht südöstlich dieser Kreuzung auf einem Grundstück, das nicht eingefriedet ist.

## Geschichte
Das Bauwerk entstand im Jahr 1899.

## Baubeschreibung

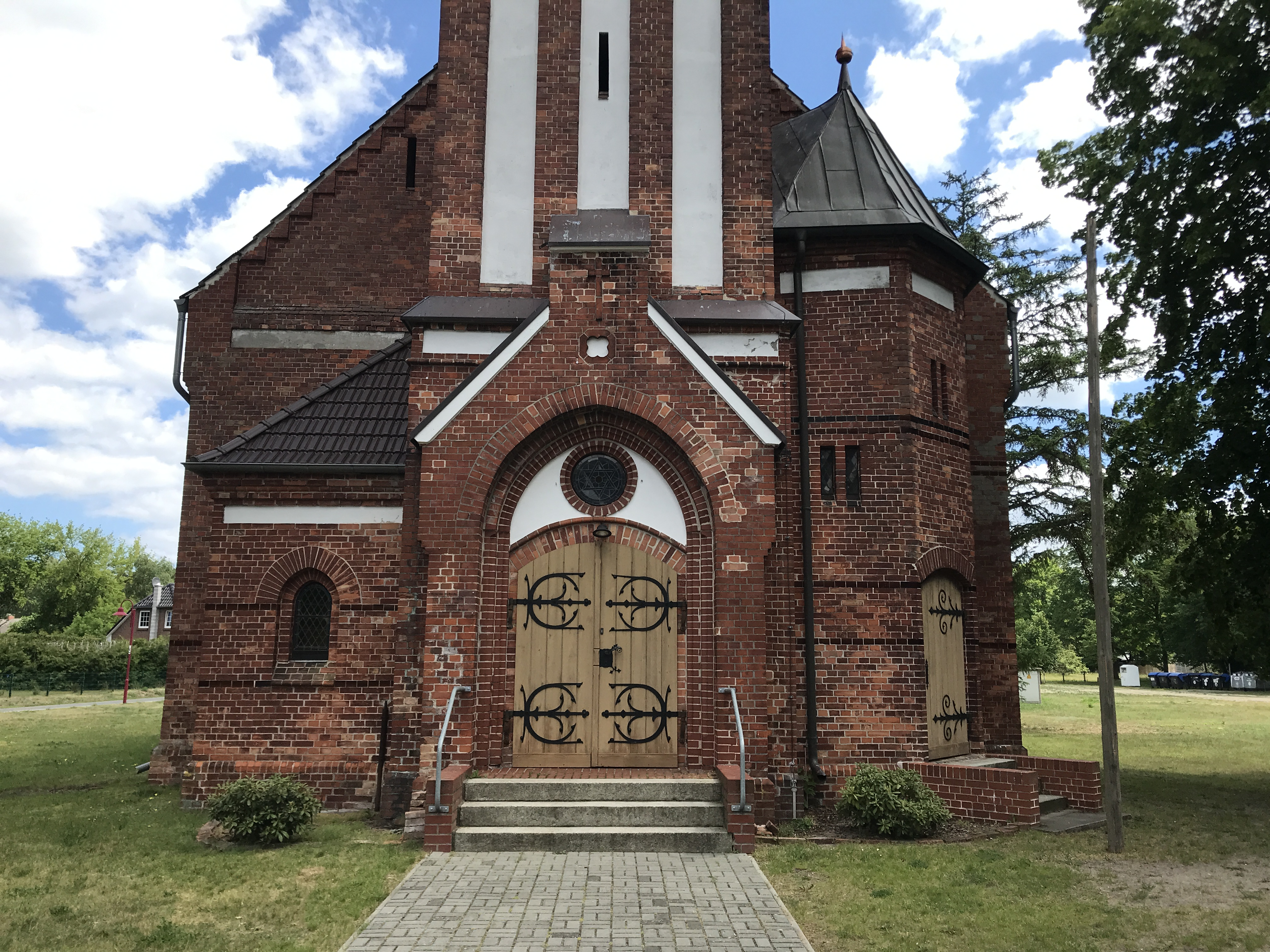
Westportal

Das Bauwerk entstand im Wesentlichen aus rötlichem Mauerstein. Der Chor ist eingezogen und hat einen Fünfachtelschluss. Zwischen jedem Feld befindet sich ein zweifach getreppter Strebepfeiler. In den Feldern sind in der oberen Hälfte die Fenster eingelassen. Sie werden von einem spitzbogenförmigen Rahmen umfasst. Im oberen Bereich ist ein kreisförmiges Ochsenauge, darunter zwei gekuppelte, gedrückt-segmentbogenförmige Fenster. Am Übergang zum Dach ist in jedem Feld ein Deutsches Band sowie eine umlaufende, dreifach getreppte Voute.
Das Kirchenschiff hat einen rechteckigen Grundriss. Am Übergang der nördlichen Chorseite zum Langhaus ist eine kleine Sakristei. Sie hat einen rechteckigen Grundriss sowie je ein spitzbogenförmiges, mittig angebrachtes Fenster an der Nord- und Ostseite. Das Langhaus wird durch drei, ebenfalls zweifach getreppte Strebepfeiler in vier Felder gegliedert. In jedem Feld ist ein Fenster, das die Formensprache der Chorfenster aufnimmt. Allerdings ist das westlich gelegene Fenster mit drei gekuppelten Öffnungen versehen. An der Südseite ist ebenfalls ein Anbau, der jedoch nicht über die Begrenzung des Chors reicht. In den vier Feldern sind jeweils vier große Fenster, wobei auch hier das westlich gelegene gegenüber den übrigen Fenstern leicht verändert wurde.
Der Kirchturm hat einen quadratischen Grundriss und ist gegenüber dem Schiff stark eingezogen. Er kann durch ein großes, gedrückt-segmentförmiges Portal von Westen her betreten werden. Dieses ist eine spitzbogenförmige Blende eingefasst, in das mittig ein weiteres Ochsenauge platziert wurde. An der Nordseite ist ein kleiner Anbau mit einem spitzbogenförmigen Fenster an der Westseite. An der Südseite ist ein zweigeschossiger Anbau, mit dem der Turm von außen über eine Tür an der Südwestseite her betreten werden kann. Während die Nord- und Südfassade des Turms schlicht und fensterlos gestaltet wurde, ist die Westseite mit drei großen Blenden verziert. Sie reichen bis zu einem Gesims, über dem an jeder Seite zwei segmentbogenförmige Klangarkaden zu sehen sind. Oberhalb ist ein nach unten offener Fries. Darüber folgt ein spitzes Pyramidendach, das mit Turmkugel und Kreuz abschließt.

## Ausstattung
Die Kirchenausstattung stammt einheitlich aus dieser Zeit. Die Orgel baute Barnim Grüneberg zum Anfang des 19. Jahrhunderts. Im Turm hängen zwei Glocken; eine aus dem Jahr 1899 sowie eine ältere, die von einem Vorgängerbau stammen könnte.
Südwestlich des Bauwerks erinnert ein Denkmal an die Gefallenen aus dem Ersten Weltkrieg.